# Letitia Mumford Geer

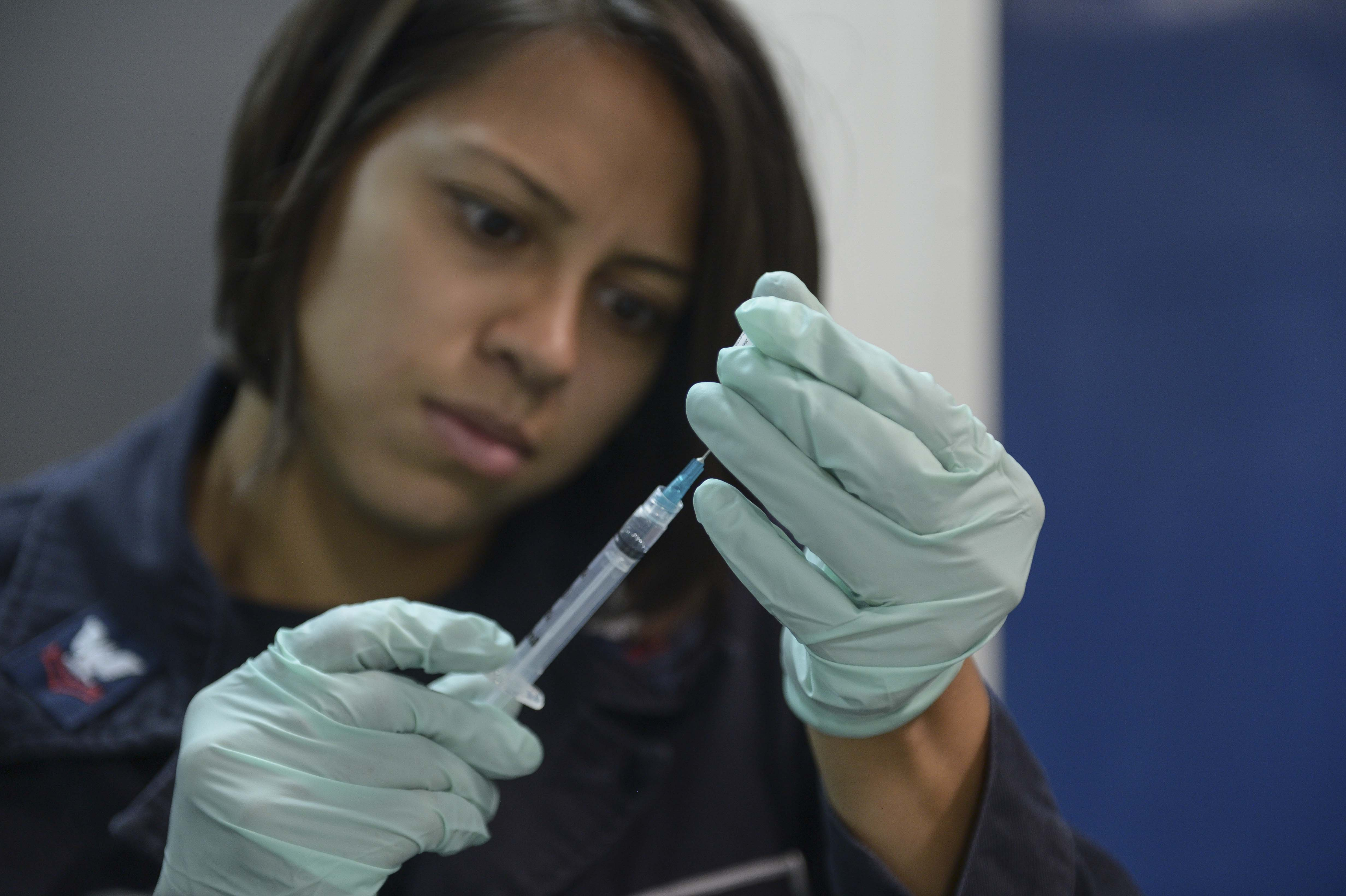
Jeringa

Letitia Mumford Geer (Nueva York, 1852 – ibidem, 18 de julio de 1935) fue una enfermera estadounidense que inventó la jeringa que se puede utilizar con una sola mano.

## Trayectoria
Era una de los cuatro hijos de Cornelia Matilda Geer y George Warren Geer, y fue enfermera de profesión. El objetivo que llevó a Geer a inventar esta jeringa de una mano fue “proveer una herramienta que le permitiera inyectar el contenido sin la ayuda de un asistente” ya que, las que se utilizaban hasta ese momento eran más rudimentarias y requerían el uso de las dos manos.
En su solicitud de patente, presentada el 12 de febrero de 1896 y firmada por Hubbard W. Mitchell y Eugene Frederick Hoyt como testigos, adjuntó dibujos explicativos de su uso, dijo que era un dispositivo simple y barato y aclaró que se podía variar la forma hasta cierto punto pero sin eliminar el espíritu del invento. Asimismo, incluyó una descripción del mismo: “El operador inserta la boquilla en el recto y sujeta el cilindro colocando los dedos de la misma mano en el brazo rígido del mango. El mango está en una posición alejada del cilindro antes de inyectar el medicamento. La extensión evita que los dedos se deslicen del brazo rígido. El mango puede colocarse en una posición cercana al cilindro mientras se inyecta el medicamento con el uso de una mano, lo que permite al operador usar la jeringa sobre sí mismo sin la ayuda de un asisstente“.
La patente se concedió el 11 de abril de 1899, con el número “US662.848A”. En aquella época tan solo el 1% de las patentes en Estados Unidos eran de mujeres. El invento facilitó tanto la inyección de medicamentos o anestésicos en el cuerpo, como la extracción de humores para su análisis. En cuanto a la técnica desarrollada, esta jeringa no ha podido ser superada ni mejorada.

## Reconocimientos
En marzo de 2021, para homenajear a  Geer con motivo del Día Internacional de la Mujer, el personal del Hospital Quirón Salud Campo de Gibraltar elaboró un álbum fotográfico con fotos del personal posando con una jeringa.reconocida como la inventora de la jeringa.